# ERG (спутник)
ERG (сокр. от англ. Exploration of energization and Radiation in Geospace), также известный как SPRINT B — японский спутник для исследования высокоэнергетических заряженных частиц в околоземном пространстве, после выхода на орбиту был переименован в ARASE.
Научно-исследовательский проект Японского агентства аэрокосмических исследований для изучения поясов Ван Аллена с целью объяснения природы их возникновения и для выяснения механизмов развития геомагнитных бурь.
Высокоэнергетические частицы радиационных поясов Ван Аллена способны оказывать неблагоприятное воздействие на электронное оборудование космических аппаратов и здоровье астронавтов. ERG поможет раскрыть механизм появления, ускорения и последующего исчезновения этих частиц.
Спутник будет работать на высокой эллиптической орбите с параметрами 300 × 33 200 км, наклонение 31°.

## Аппарат
Спутник построен на базе космической платформы, используемой для исследовательского аппарата SPRINT-A, запущенного в сентябре 2013 года. Платформа являет собой универсальную основу для размещения различных инструментов с целью проведения небольших научных экспериментов на орбите. Размеры спутника в сложенном состоянии составляют 1,5 × 1,5 × 2,7 м, вес — 365 кг. Питание аппарата осуществляется с помощью 4 раскладывающихся крыльев солнечных батарей, генерирующих до 700 Вт электроэнергии. Аппарат оборудован двумя 5-метровыми и четырьмя 15-метровыми выдвигающимися мачтами для размещения датчиков и научных инструментов.

## Инструменты
Полезная нагрузка аппарата включает:
- 4 датчика электронов:
  - LEP-e (Low-energy particle sensor — electron analizer) — для электронов с энергией от 10 эВ до 10 кэВ
  - MEP-e (Medium-energy particle sensor — electron analizer) — для электронов с энергией от 5 до 80 кэВ,
  - HEP-e (High-energy particle sensor — electron analizer) — включает 2 датчика: от 70 кэВ до 1 МэВ и от 700 кэВ до 2 МэВ,
  - XEP-e (Extremely high-energy electron sensor analizer) — с диапазоном от 400 кэВ до 20 МэВ.
- 2 масс-спектрометра:
  - MEP-i (Medium-energy particle — ion mass analizer)
  - LEP-i (Low-energy particle — ion mass analizer)
- MGF (Magnetic Field Experiment) — магнитометр
- PWE (Plasma Wave Experiment)
- S-WPIA (Software Wave-Particle Interaction Analyzer)

## Запуск
Запуск спутника произведён в 11:00 UTC 20 декабря 2016 года Японским агентством аэрокосмических исследований (JAXA) с космодрома Утиноура, при помощи новой, улучшенной версии ракеты-носителя Эпсилон-2 на орбиту с параметрами 219 × 33 200 км, наклонение 31,4°.